# Sremska Mitrovica
Sremska Mitrovica (pronuncia [srêːmskaː mîtroʋitsa]; in serbo Сремска Митровица?, in ungherese Szávaszentdemeter, in tedesco Syrmisch-Mitrowitz, in slovacco Sriemska Mitrovica), è una città e una municipalità serba del distretto della Sirmia nel sud-est della provincia autonoma della Voivodina.

## Storia
La moderna città è l'antica Sirmio, residenza imperiale di Roma sotto Galerio, nel III secolo.
Facente parte della regione di Sirmia ne seguì le vicende storiche.
Qui stette Sant'Ambrogio, come funzionario romano, tra il 365 ed il 370 (e vi ritornò poi anche da vescovo). 
La città posta in una zona di confine, dopo la caduta dell'Occidente, subì numerose dominazioni, tra cui quella serba, ungherese, turca e austriaca.
Dopo la dissoluzione della Jugoslavia, fa parte della Serbia.

## Monumenti e luoghi d'interesse
- Cattedrale di San Demetrio

La cittadella è stata ed è tuttora la sede di uno dei più noti complessi penitenziari in Serbia.

## Amministrazione

### Gemellaggi
- Banja Luka[2]

## Sport
- Košarkaški klub Mega Leks Beograd - Pallacanestro maschile